# ألقاب حيوانية

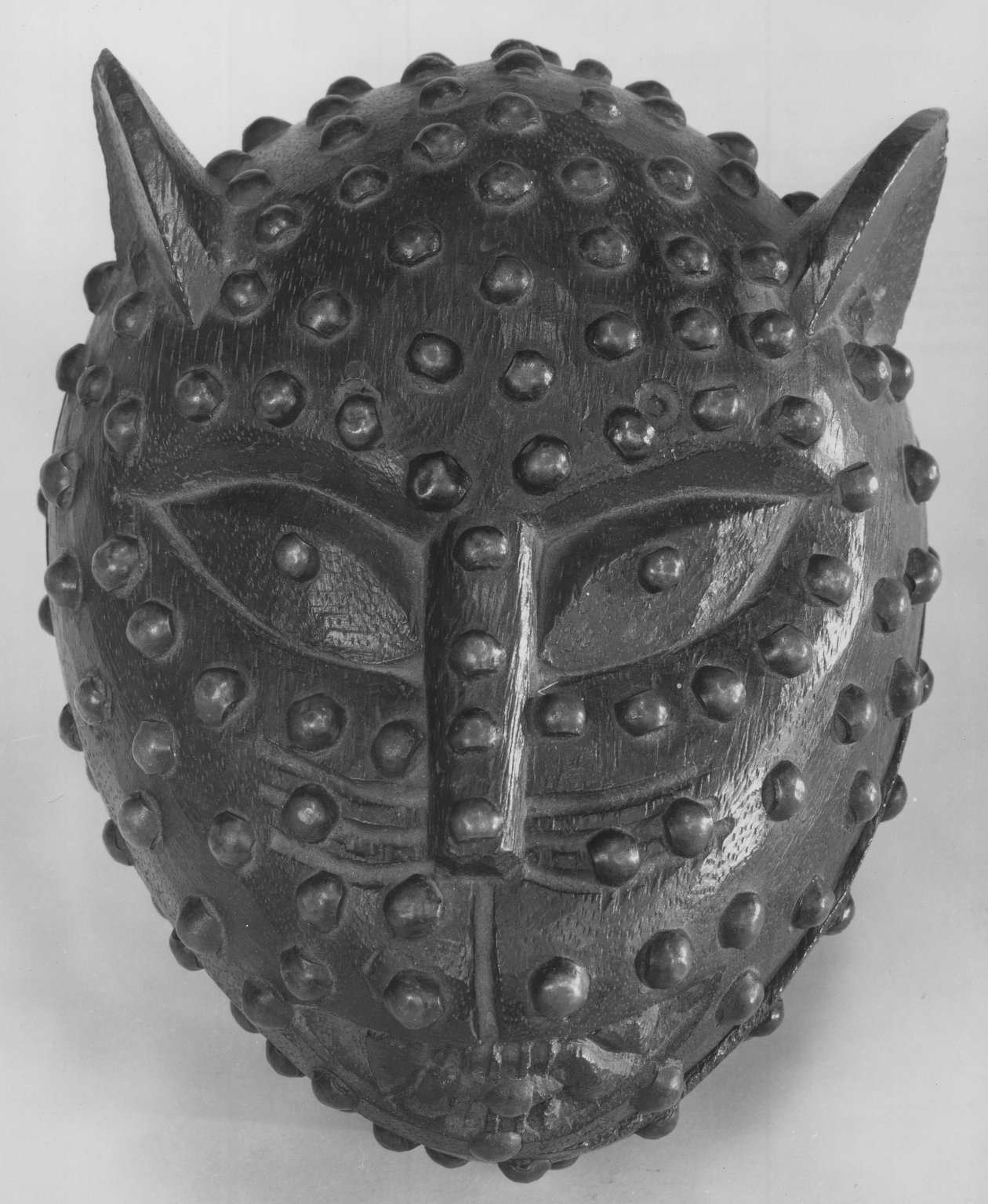
صندوق رأس الفهد ، القرن التاسع عشر. خشب بعلامات معدنية ، يستخدم لحمل جوز الكولا في البلاط الملكي في بنين ، حيث كان النمر لقبًا للشخص قوي.

لقب الحيوان هو اسم يستخدم لتسمية شخص أو مجموعة، بصفات ذات صلة بالحيوان. صفات قد تصاغ كالـتشبيهات، لمقارنة الأشخاص بالحيوان المسمى بوضوح، أو كالاستعارات، يطلق على الأشخاص اسم الحيوان مباشرة. قد تكون ألقاب الحيوانات مزعجة، وتهين بسهولة، وتُستخدم أحيانًا في الحملات السياسية. يتم دائمًا استخدام لقب واحد باللغة الإنجليزية، وهو «الحمل»، بشكل إيجابي.
تستخدم التشبيهات والاستعارات منذ العصور الوسطى الكلاسيكية، كالتي تستخدم من قبل هوميروس وفيرجيل، لزيادة التأثيرات في الأدب، ولتلخيص المفاهيم المعقدة بإيجاز.
عثر على الألقاب التي تحمل أسماء الحيوانات في بلدان مختلفة. قد تكون كناية، كتسمية مهنة الشخص، بشكل عام في العصور الوسطى؛ أو أسماء المواقع الجغرافية، بتسمية المكان الذي يعيش فيه الشخص؛ أو الألقاب، بمقارنة الشخص بشكل إيجابي أو سلبي بالحيوان المحدد. 

## التاريخ

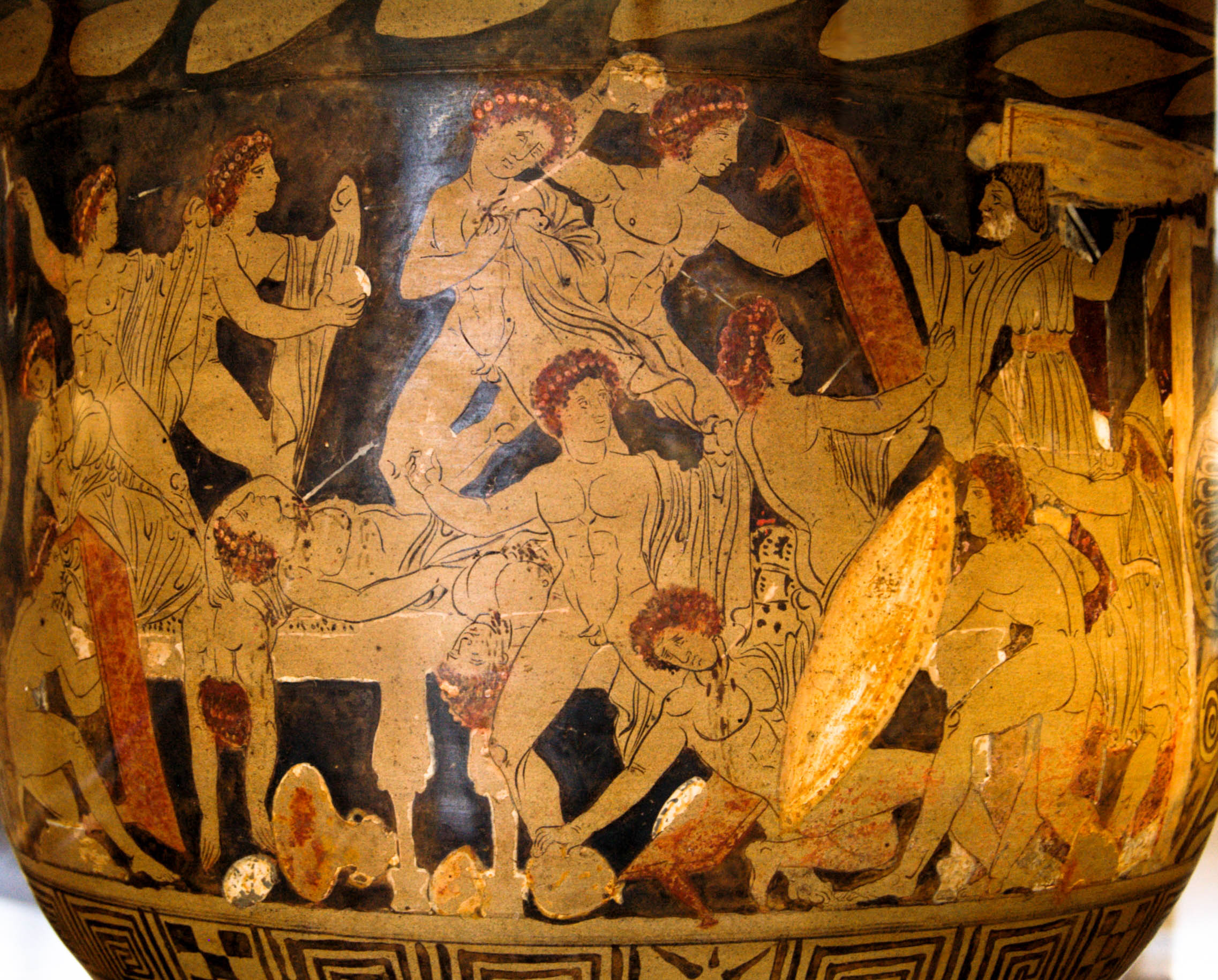
يذبح أوديسيس خطيب بينيلوب عند عودته إلى المنزل بعد انتهاء الاوديسة، و يقارنه هومر بالاسد. بيل-كراتر، 330 قبل الميلاد

في الحضارات اليونانية والرومانية القديمة، نمت القوالب النمطية الحيوانية حتى عصر فيرجيل، قد تنطبق الألقاب الحيوانية على كل شيء من المفاهيم المجردة كالحب والخوف، إلى حضارات بأكملها. وقد يستخدم كاتب اسم حيوان ليأكد فكرة أو يضيف نظرة شاملة على حكاية ملحمية معقدة. على سبيل المثال، يستخدم هومر تشبيهات الحيوانات في الإلياذة والاوديسة، حيث يرمز الأسد لصفات كالشجاعة. ويقودنا هذا إلى تشبيه الأسد في نهاية الاوديسة، حيث في الكتاب 22 قتل أوديسيس كل خاطبين بينيلوب. في الإلياذة يقارن هومر أحصنة طروادة بالجنادب الجراد والتي يعتقد الكلاسيكي جوردون ليندسي كامبل انها توحي أنها تحدث الكثير من الضوضاء ولكنها أضعف وأقل حزما مما يعتقدون. وفي الإنيادة الكتاب 4، يقارن فيرجيل عالم عليسة، ملكة قرطاج، بمستعمرة النمل. جادل كامبل عن أن شعب عليسة يعملون بجد، أقوياء، مخلصون بلا كلل، منظمون ومنظبون ذاتيًا: إنه نوع العالم الذي يرغب البطل إينيس في إنشائه. ولكن كامبل يجادل عن الشبه واقترح أيضا أن حضارة قرطاج هشة وغير مهمة، ويمكن تدميرها بسهولة. 

## الإهانات
من الممكن ان تكون ألقاب الحيوانات مهينة، وفي بعض الحضرات بالطبع جارحة أكثر. تستخدم الألقاب في الحملات السياسية، ففي 1890، تظاهر عضو اتحاد التجارة تشامي فليمينج مع مجموعة من العاطلين عن العمل خلال شوارع ميلبورن، رافعين لوحات مظمونها رسالة «تغذوا على لحمنا ودمائنا أيتها الضباع الرأسمالية، انها وليمة جنازتكم». وفي الجانب الآخر للانقسام الايديولوجي، وصفت الحكومة الكوبية الثوري تشي جيفارا بـ «الجرذ الشيوعي» في 1958. إن الألقاب ليست حكرا على الثدييات، على سبيل المثال، مقارنة شخص بالحلزون فهذا يعني أنه بطيء جدا، أما مناداتهم بالبزاق يعني أنهم كسالى وبغيضون. الضفدع ازدراء للفرنسيين في الإنجليزية كناية عن استخدام أقدام الضفادع في الاطباق الفرنسية.

### محرمات
جادل إدموند ليتش في ورقة كلاسيكية عام 1964 في أن ألقاب الحيوانات مهينة عندما يكون الحيوان المعني من حرام، مما يجعل اسمه مناسبًا لاستخدامه كبذاءة. كمثال، يجادل ليتش بأن مناداة شخص بـ «ابن الكلبة» أو «أنت خنزير» يعني أن «اسم الحيوان نفسه يُنسب إلى الفعالية».
جادل جون هلفرسون في 1976 أن ليتش بخصوص المحرمات "مزيف"، وأن تصنيفاته للحيوانات من ناحية " المسافة الاجتماعية" وصلاحيتهم للأكل يتعارض مع نفسه ولا يتوافق مع الحقيقة ولا مع مخطط المسافة الاجتماعية والجنس البشري يدعى أنه مواز". جادل هلفرسون مجموعة من ألقاب الحيوانات بالقدرة، ملاحظة أن اطلاق لقب فار لشخص خجول أو اسم نعامة لشخص لا يواجه الواقع أو اسم بجعة لشخص سخيف، لا يعني ان هذه الأسماء فعالة، حرام أو مقدسة. 
يجادل تيموثي جاي، نقلاً عن ليتش، أن استخدام ألقاب الحيوانات كإهانات يرجع جزئيًا إلى المحرمات على أكل الحيوانات الأليفة أو الحيوانات البرية غير المألوفة، ويرجع ذلك جزئيًا إلى الصور النمطية لعادات الحيوانات، مثل أن الخنازير في الثقافة الشعبية «قذرة، سمينة، وتأكل القاذورات». يستشهد جاي كذلك بوجهة نظر سيغموند فرويد القائلة بأن الكلمات البذيئة التي تحمل أسماء الحيوانات، البقر والديك والكلب والخنازير والكلبة على سبيل المثال، تكتسب قوتها عن طريق تصغير الناس للحيوانات. 

## الاستعارات والتشبيهات
إن استخدام الاستعارات من علم الحيوان، مثل الإشارة إلى السياسيين كجرذان أو ضباع، هو ما تسميه الباحثة اللغوية أيدا ساكالوسكايت ويطلق عليها جرزيغورز أ بـ «الزوميتافورز». في كل لغة من اللغات الثلاث المختلفة، الإنجليزية والألمانية والليتوانية، فإن أكثر فئات الحيوانات شيوعًا هي حيوانات المزرعة (40٪ في اللغة الإنجليزية)، والكلبيات (بما في ذلك الكلب والذئب، 6٪ في اللغة الإنجليزية)، والطيور (10٪ باللغة الإنجليزية). نحويا فإن استخدام الاستعارة ليست الخيار الوحيد كما في «ثعلب مكار» ولكن المتحدث يستطيع استخدام التشبيه كما في «اصم كالحمار». في اللغة الألمانية، 92٪ من ألقاب الحيوانات هي استعارات، 8٪ تشبيهات، بينما في اللغة الإنجليزية، 53٪ تشبيهات، 47٪ استعارات. 
| كلبيات                         | 13% | 49% | جائع كذئب ; ودود كجرو                                                 | 51% | كلب-متعب، ثعلب ماكر، ثعلبة، كلبة، كلب، ذئب وحيد                                                 |    |     |                       |     |                                                                              |
| طيور                           | 13% | 35% | أسود كالغراب ; ثرثرة مثل حفنة من طيور الشحرور                         | 65% | الببغاء الوقواق. معقوف; بجعة شخص أبله؛ النسور تحلق. (دافىء) الصقر مقابل (صنع السلام) الحمامة    |    |     |                       |     |                                                                              |
| حشرات                          | 7%  | 81% | مشغول كنحلة; يلسع كزنبور                                              | 19% | قملة؛ صرصور؛ (غير ثابت) الفراشة؛ (غير مخلص [القفز من شريك إلى آخر]) الجندب                      |    |     |                       |     |                                                                              |
| حيوانات المزرعة                | 41% | 54% | قوي كالثور ; ;تابع كخروف ;عنيد كبغل رقيق كالحمل; سعيد كخنزير في الطين | 46% | للتجول حصان، خنزير جشع، حمار سخيف; ديك رومي (لن يطير أبدًا)؛ بقري. خجول. لحم الضأن على هيئة ماعز | 7% | 50% | بطيء كحلزون خشن كالدب | 50% | ليقرد، افعى في العشب; يتكلم بلسان متشعب. ثعبان؛ (قابلة للتكيف) الحرباء؛ دودة |
| حيوانات مائية                  | 6%  | 57% | يتقلب مثل السمك المفلطح; يسبح كسمكة                                   | 43% | مريب؛ في المياه الضحلة (قبيح) الضفدع. (صغير) جمبري                                              |    |     |                       |     |                                                                              |
| قطط                            | 8%  | 40% | شجاع كأسد                                                             | 60% | هراني/ حقود                                                                                     |    |     |                       |     |                                                                              |
| لمعان (القوارض و lقوارض ثديية) | 5%  | 62% | غاضب كقواع ; لتتكاثر مثل الأرنب سعيد كفأر في الجبن                    | 38% | أرنب خائف السنجاب / يهرب بعيدا                                                                  |    |     |                       |     |                                                                              |

وجدت عالمتا اللغة الهانغاريتان كاتلين بالونج بيرسيه وسوزن سزموسفالفي مسح اولي للاستخدام الصربي الذي استخدم «غناء الحيوانات» بكثرة والتي كانت بالترتيب 1. خنزير 2. دجاج 3. كلب/جرو 4. بقرة 5.قرد 6. دجاج 7. جرذ 8. ديك رومي 9. فار 10. افعى 11. قطة/هرة 12. ثعلب 13. الحمل 14. ثعلبة 15. دودة. من بين هؤلاء، وباستخدام التصنيف الذي ابتكرته سابينا هالوبكا ريسيتير وبيلجانا رادك، فإن الحمل كان يستخدم دائما بصورة ايجابية، البقرة والثعلبة يشيران إلى هيئة الشخص، الخنزير يصف عادات أكل الشخص، ومناداة شخص بثعلب أو ديك رومي له صلة بذكائهم، أو قلته. وأسماء كالقط، الافعى، الدودة، القرد، الكلب، الفأر، الدجاجة، الحمل، والجرذ تستخدم لوصف شخصية الفرد. 

## الكنيات

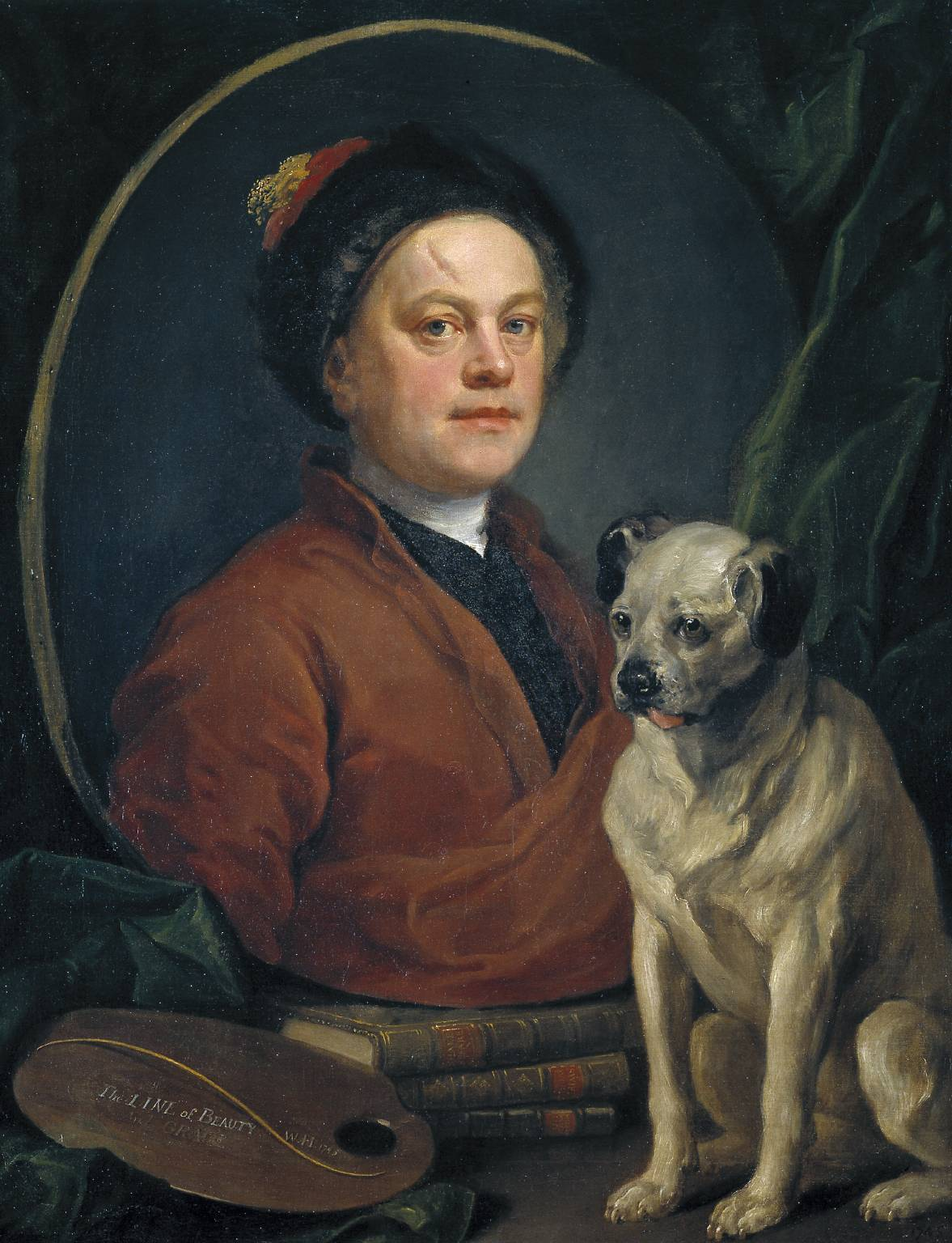
اسم الرسام ويليم هوجرت كناية للخنازير. صورة شخصية مع كلبه، 1745

بعض الكنايات الإنجليزية من العصور الوسطى هي أسماء حيوانات. ولها أصول مختلفة . فإن بيج (1066), هوج (1079)، هوجارد وهوجارث (1279) كنايات للخنازير، بينما أوكسر (1327) تشير بالمثل إلى راعي البقر وشيبرد (1279 فصاعدا) تعني كما تنطق راع الغنم. 
إن الكنايات التي يذكر فيها أسماء الحيوانات قد تكون أعلاما لمكان أيضا، فالاسماء كـ هورسكروفت، هورسفال، هورسلي وهورستيد على سبيل المثال كلها تصف الأشخاص القادمين من مجتمعات قروية بأحصنة. كنية هورسمان (1226 فصاعدا) في الجانب الآخر هو كناية لراكب، محارب الخيول، أو تاجر الخيول، في حين أن ألقاب الحصان وهورسنيل يمكن أن تكون إما أسماء مستعارة أو أسماء مجازية للعمال الذين لديهم خيول وأحذية الخيول على التوالي
بعض الالقاب، مثل بيرد، مؤرخة من 1193 فصاعدا، بتنوع مثل بيرد وبرايد، هي على الاغلب ألقاب تنسب لأشخاص يشبهون الطيور، كذلك قد تكون كنايات لصائدي الطيور، ولكن بيروود اسم لمكان، لشخص يعيش بجانب غابة مليئة بالطيور. إيجل من 1230 هو اسم لطير، بينما ويسل، ويسل من 1193 وستاج من 1198، هما بالتأكيد لقبين من هذه الحيوانات. انه من الصعب معرفة ما إذا كان اللقب ودودا، مضحكا أو سلبيا، ولكن لقب ستاليون، ومع تنوع ستالان، ستالين، وستالن، (1202 فصاعدا) مهينا بالطبع ويعني «ولد، رجل حياة فاسق». 
تتصرف الألقاب بطرق مماثلة في اللغات الأخرى ؛ فعلى سبيل المثال، في فرنسا، يمكن أن تكون الألقاب ذات أسماء مواقع جغرافية أو مجازية أو قد تسجل أسماء مستعارة («الألقاب»). بويسون (بمعنى السمك) هو اسم مجازي لبائع السمك أو الصياد. لويسي (الطائر) وليتشات (القط) هي ألقاب، ليتشات تشير إما إلى رجل مرن أو منافق، لويسي تصف شخصًا خفيف البنية يشبه الطيور. في السويد، اللقب فالك (فالكون) شائع ؛ وجدت بين النبلاء السويديين من عام 1399